# Radicaal 78
Radicaal 78 is een van de 34 van de 214 Kangxi-radicalen dat bestaat uit vier strepen.
In het Kangxi-woordenboek zijn er 231 karakters die dit radicaal gebruiken.

## Karakters met het radicaal 78
| Strepen | Karakter                |
| ------- | ----------------------- |
| + 0     | 歹 歺                   |
| + 2     | 死                      |
| + 3     | 歼                      |
| + 4     | 歽 歾 歿 殀 殁          |
| + 5     | 殂 殃 殄 殅 殆 殇       |
| + 6     | 殈 殉 殊 残             |
| + 7     | 殌 殍 殎 殏 殐 殑 殒 殓 |
| + 8     | 殔 殕 殖 殗 殘 殙 殚    |
| + 9     | 殛 殜                   |
| + 10    | 殝 殞 殟 殠 殡          |
| + 11    | 殢 殣 殤 殥 殦          |
| + 12    | 殧 殨 殩 殪 殫          |
| + 13    | 殬 殭 殮                |
| + 14    | 殯                      |
| + 15    | 殰 殱                   |
| + 17    | 殲                      |

Orakelbotkarakter